# 高橋芙美子
高橋 芙美子（たかはし ふみこ、本名：嶋フミ（しま ふみ）、1915年〈大正4年〉4月1日 - 2006年〈平成18年〉1月31日）は、北海道出身の女優。
1970年、大阪市を拠点に劇団しし座の前身・師子座を結成し、関西を中心に活動した。
2006年1月31日、老衰のため大阪市内の自宅で死去。享年90

## 出演作品

### 映画
- 日本一のマジメ人間（1966年）

### テレビ
- 松本清張シリーズ 「熱い空気」（1966年、関西テレビ）
- 素浪人 月影兵庫　NETテレビ（現・テレビ朝日）（1967年、第二シリーズ　第39話）吉野様
- 銀河ドラマ 面影]（1970年、NHK） - せき
- 大岡越前（TBS・C.A.L）
  - 第4部 第3話「男やもめに花が咲く」（1974年10月21日）
  - 第8部 第18話「名乗れぬ証人は将軍様」（1984年11月19日）
  - 第10部 第21話「狙われた赤ん坊」（1988年7月18日）
- 現代浮かれ節考（朝日放送テレビ、1975年11月30日） - 調停委員
- 江戸の用心棒 第17話「妻の脅迫者」（1981年、フジテレビ・東宝・映像京都）
- 新・必殺仕事人 第8話「主水端唄で泣く」（1981年、朝日放送・松竹） - おはま
- 吉宗評判記 暴れん坊将軍 第184話「影に踊らされた男」（1981年、ANB） - 庵主
- 松本清張サスペンス・隠花の飾り 「記念に…」（1986年5月5日、関西テレビ） - 良二の母親
- 名奉行 遠山の金さん 第3シリーズ 第2話「お婆ちゃんの隠し財産を狙え!」（1990年7月12日、ANB / 東映） - おウメ役
- 金田一耕助の傑作推理 「八つ墓村」（1991年、TBS ・東阪企画） 多治見小竹役